# Miha Oserban
Miha Oserban (* 27. September 2006) ist ein slowenischer Skirennläufer.

## Karriere
Oserban stammt aus Črna na Koroškem und startet für den örtlichen Skiclub. Sein internationales Renndebüt gab er am 19. November 2022 bei einem Juniorenrennen am Pass Thurn. Sein erstes internationales Großereignis bestritt er knapp 3 Monate später beim Europäischen Olympischen Winter-Jugendfestival in der italienischen Region Friaul-Julisch Venetien. Bei den in Tarvis ausgetragenen Alpinbewerben gewann Oserban die Goldmedaille im Riesenslalom vor dem Norweger Rasmus Bakkevig und dem Österreicher Moritz Zudrell. 
Aufgrund dieses Erfolges wurde Oserban für die Weltmeisterschaften in Courchevel bzw. Méribel nominiert. Dort erreichte er mit der slowenischen Mannschaft den 13. Platz im Mannschaftswettbewerb, wobei er seinen einzigen Lauf im Achtelfinale gegen den Kanadier Jeffrey Read verlor.
Ein Jahr später verpasste Oserban bei den Olympischen Jugend-Winterspielen in Gangwon als Vierter in der Alpinen Kombination nur knapp eine weiter Medaille bei einem internationalen Großereignis. Der Rückstand auf den drittplatzierten Schweden Liam Liljenborg betrug lediglich 6 Hundertstelsekunden. Zu Saisonabschluss gewann er seine erste Medaille bei slowenischen Meisterschaften, Bronze im Riesenslalom.
Bei den Weltmeisterschaften 2025 in Saalbach belegte er den 18. Platz in der Team-Kombination, gemeinsam mit Nejc Naraločnik. Im Anschluss an die Weltmeisterschaften gab Oserban am 1. März 2025 in Kranjska Gora sein Weltcupdebüt, wobei er im ersten Durchgang des Riesenslaloms ausschied.

## Erfolge

### Weltmeisterschaften
- Courchevel/Méribel 2023: 13. Mannschaft
- Saalbach 2025: 18. Team-Kombination, DNF Riesenslalom, DNF Slalom

### Juniorenweltmeisterschaften
- Haute-Savoie 2024: DNF Riesenslalom, DNF Slalom, DNF Team-Kombination
- Tarvis 2025: 18. Riesenslalom, DNF Slalom

### Olympische Jugend-Winterspiele
- Gangwon 2024: 4. Alpine Kombination, 9. Mannschaft, 34. Super-G, DNF Riesenslalom, DNF Slalom

### Europäisches Olympisches Winter-Jugendfestival
- Tarvis 2023: 1. Riesenslalom, 12. Slalom, 19. Super-G

### Weitere Erfolge
- Bronze bei den slowenischen Meisterschaften im Riesenslalom (2024)
- 3 Siege bei FIS-Rennen